# Менетије
Менетије (грч. Μενοίτιος) је у грчкој митологији било име неколико личности. 

## Етимологија
Име Менетије значи „онај који прскоси судбини“ или „нарушена снага“. Његово име потиче од грчке речи menos, која има значења моћ, сила, дух, страст и oitos, што значи „несрећан“ или „осуђен“. Хесиод је титана Менетија називао hybristes, односно охолим, дрским и насилним човеком.

## Титан
Сматран је божанством насилног беса, хитре акције и људске смртности. Менетије је био син титана Јапета и Океаниде Климене (према Хесиодовој теогонији или Азије према Аполодору), Атлантов, Прометејев и Епиметејев брат. У складу са значењем његовог имена, Зевс је га је ошинуо муњом и бацио у Тартар или због тога што се борио против њега, а на страни титана или због његове охолости и дрскости. Могуће да је био поистовећен са Менетом или Буфагом.

## Патроклов отац
Менетије је било име Акторовог и Егининог сина, рођеног у Опунту у Локриди. Био је ожењен Санелом, Периподом или Полимелом, а син му је био Патрокло, Ахилов пријатељ. Патрокло је случајно, у игри убио свог пријатеља Клитонима, па је  син био протеран у Фтију краљу Пелеју и тамо је остао до почетка тројанског рата. Менетију се приписује да је први увео пошовање Херакла као хероја у Опунту у Локриди, што је подразумевало и приношење животиња као жртве.

## Ахејски ратник
Био је Елефеноров пријатељ кога је у тројанском рату убио Еурипил.